# 捷爾尼夫卡 (佩列梅什利亞內區)
49°35′38″N 24°48′5″E / 49.59389°N 24.80139°E
捷爾尼夫卡（烏克蘭語：Тернівка），是烏克蘭西部的村莊，隸屬利維夫州的利維夫區。該村面積0.65平方公里，海拔高度318米，2001年人口27，人口密度每平方公里41.54人。